# زبان اورنیاتی
زبان اُوِرنیاتی شاخه ای از زبان اکسیتان است که در کشور فرانسه و منطقه لیموزین حدود یک میلیون و سیصدهزار تن گویشور دارد. گویشوران این زبان عمدتاً با فرانسه و یا زبان پوتوی دوزبانه می‌باشند.